# Єсільська міська адміністрація
Єсі́льська міська адміністрація (каз. Есіл қаласы әкімдігі, рос. Есильская городская администрация) — адміністративна одиниця у складі Єсільського району Акмолинської області Казахстану. Адміністративний центр та єдиний населений пункт — місто Єсіль.
Населення — 11484 особи (2021; 11551 у 2009, 13096 у 1999, 17014 у 1989).